# 갈색관코박쥐
갈색관코박쥐(Murina suilla)는 애기박쥐과에 속하는 박쥐의 일종이다. 브루나이와 인도네시아, 말레이시아 그리고 필리핀에서 발견된다.

## 특징
전체 몸길이가 68~80mm인 작은 박쥐로 전완장은 27~33mm이다. 꼬리 길이는 26~35mm, 발 길이는 8~10mm이다. 귀 길이는 12.5~16mm이고 몸무게는 최대 6g이다.

## 생태
먹이는 곤충이다.

## 분포 및 서식지
타이와 말레이반도, 수마트라섬, 자와섬, 보르네오섬, 니아스섬 등에 널리 분포한다. 해발 최대 1540m 이하의 열대우림과 용뇌향과 교목 숲에서 서식한다. 바나나 농장 확대에 따른 환경 교란에 저항성을 갖고 있는 보인다.